# عقاب سیاه
عقاب سیاه (Ictinaetus malayensis) نام یک گونه از زیرخانوادهٔ عقابیان است.

## نگارخانه

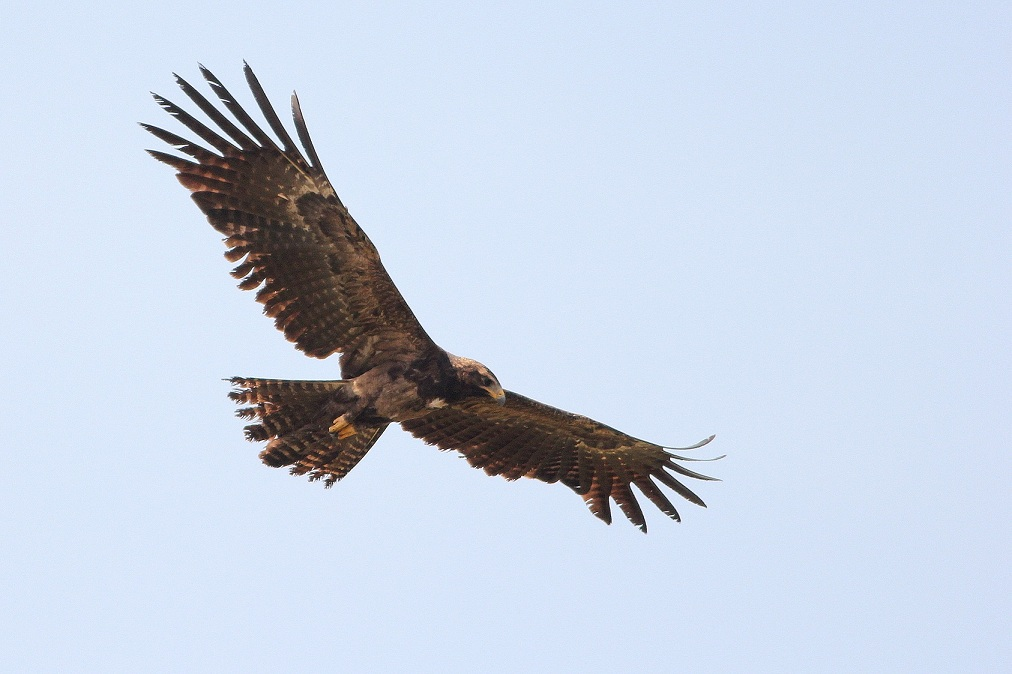
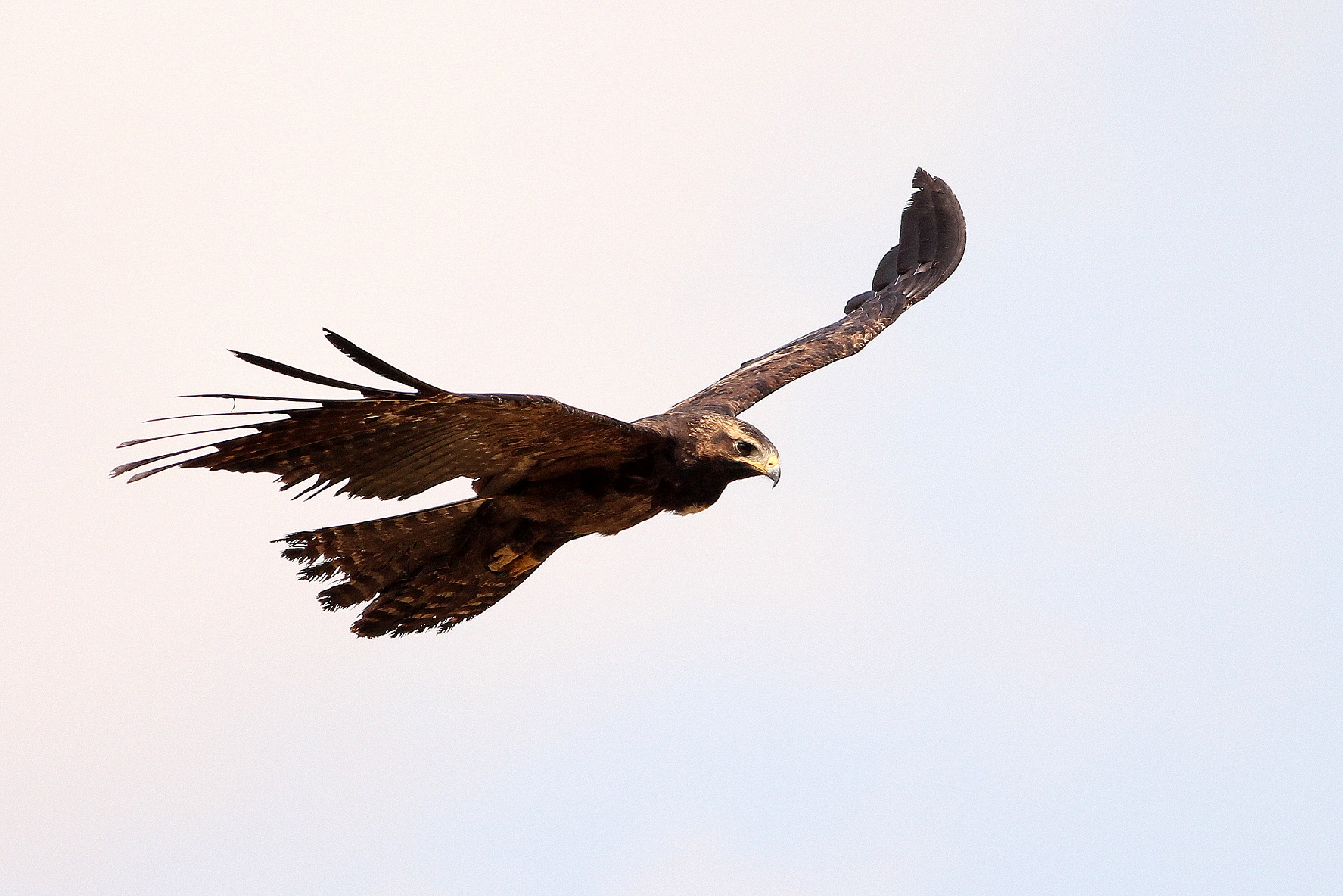
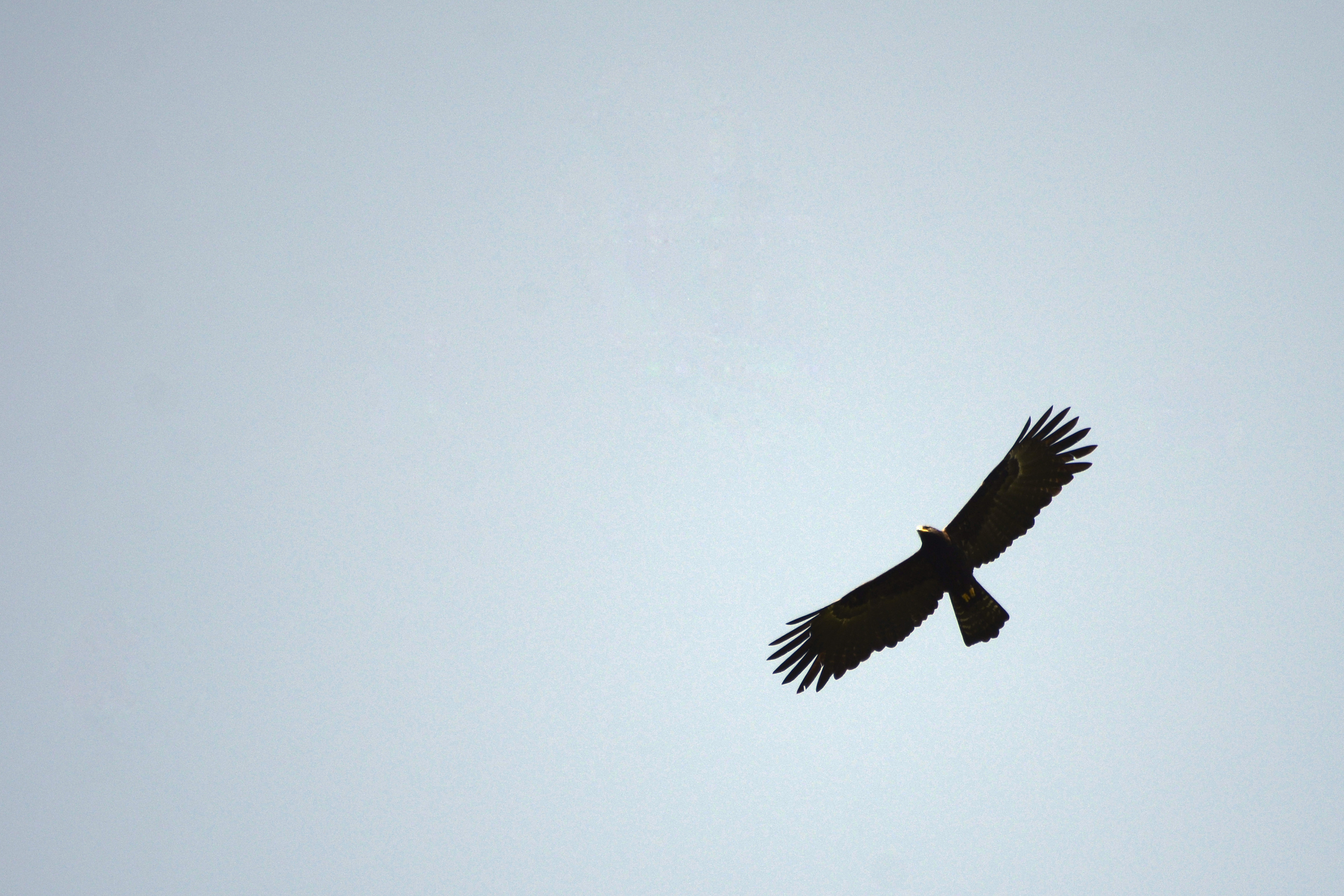